# Lanová dráha Mannheim
Lanová dráha Mannheim je gondolová visutá lanová dráha v bádensko-württemberském městě Mannheim v Německu, jejíž stavba začala v červnu 2022. Plánována je jako dočasná přepravní spojnice v rámci spolkového zahrádkářského veletrhu Bundesgartenschau.

## Historie projektu
Zastupitelstvo města Mannheim odsouhlasilo pořádání spolkového zahrádkářského veletrhu Bundesgartenschau v prosince 2017. Projekt zahrnoval nutnost zkonstruovat výkonnostně efektivní, ekologické, spolehlivé, komfortní a bezbariérové dopravní spojení mezi starým výstavištěm z roku 1975 (Luisenpark) s nově zbudovaným v městské části Feudenheim (Spinelli Barracks). Dle požadovaných kritérií byla za dopravní prostředek vybrána gondolová visutá lanová dráha. Poháněna by měla být ze sta procent elektrickou energií z obnovitelných zdrojů. Stavební práce započaly v červnu 2022. Provoz lanovky by měl být spuštěn společně se začátkem veletrhu 14. dubna 2023. Po skončení trvání veletrhu v listopadu 2023 je plánována demontáž lanovky.

## Popis

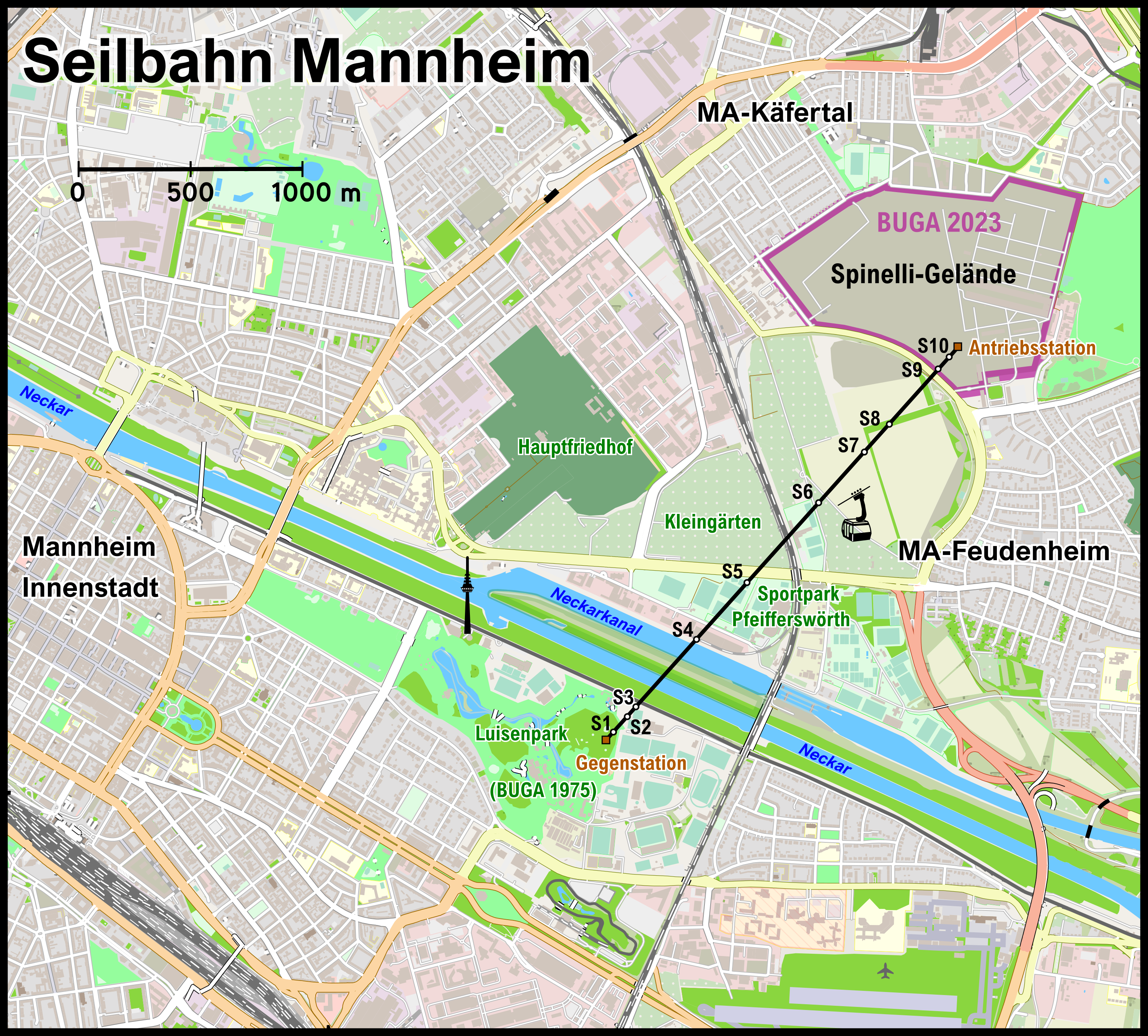
Mapa trasy lanové dráhy

Gondolová lanová dráha o své celkové délce 2,1 km začíná v Luisenparku, místě konání předešlého zahrádkářského veletrhu roku 1975. V blízkosti parku překonává dvoukolejnou železniční trať, řeku Neckar a vodní kanál Neckarkanal. Následně se táhne přes Feudenheimer Straße s tramvajovou tratí a areál sportoviště. Zakončena je na křižovatce ulice Wingertsbuckel a Am Aubuckel. Sporným úsekem se stala přírodně chráněná louka Feudenheimer Au, na které musely být zabetonovány podpěry lanovky.
Celkově je lanová dráha, vyrobená rakouskou společností Doppelmayr, osazena 64 kabinami po deseti míst k sezení, jichž hodinová kapacita je 2 800 pasažérů a které se nacházejí až ve výšce 50 metrů.